# Roxita reductella
Roxita reductella là một loài bướm đêm trong họ Crambidae.